# 床弩

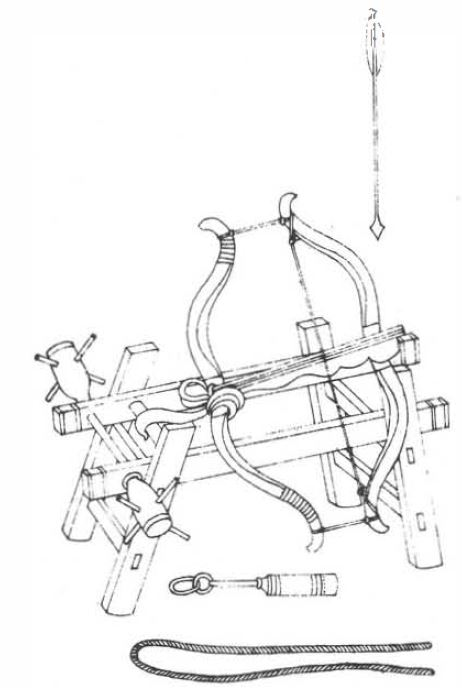
宋朝の軍事カタログ『武経総要』の中の双弓床子弩、さらに発展させた三弓床弩も開発された。

床弩（しょうど）は、主に城攻めに使われた弩を大きくしたような形で台車に固定された兵器である。床子弩、牀弩、牀子弩とも記述される。長さ2mの矢を撃つとされる。墨子には中国の春秋時代に開発されたとある。
オペレーター7人。宋代の三弓床弩は最大射程1.5kmとされる。
宋の記録によれば、遼の床弩が宋の陣地の弩の射程外400mから2mの矢を撃ち脅威を示したとある。
1960年、南京市秦淮河から、床弩に分類される南朝時代（420年 - 589年）の大型銅弩機が1基発見された。

## ギャラリー

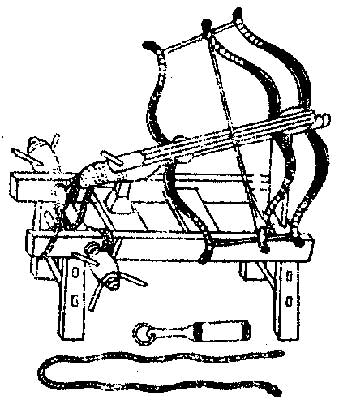
三弓床弩
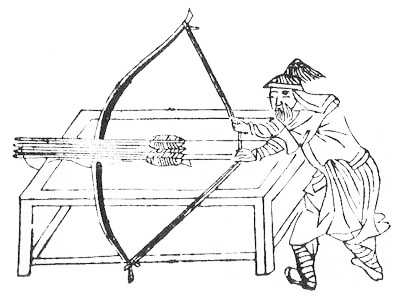
連射式の床弩（明代の武備志）